# Fort Thomas
Fort Thomas är en stad i Campbell County, Kentucky, USA. År 2000 hade staden 16 495 invånare. Den har enligt United States Census Bureau en area på 16,7 km², varav 2,0 km² är vatten.